# Taixing
Taixing is een stad en een arrondissement in de prefectuur Taizhou in de Chinese provincie Jiangsu. Bij de volkstelling van 2020 had de stad zelf 619.033 inwoners, het arrondissement had 994.455 inwoners.